# Eneagram
Eneagram (tudi nonagram) je devetkraka zvezda. Znani sta dve obliki, ki ju lahko prikažemo kot Schläflijev simbol {9/2} in {9/4} pri katerih povežemo vsako drugo in vsako četrto točko. Obstojata tudi obliki {9/3} in 3{3}, ki pa ju dobimo iz pravilnega petkotnika tako, da povežemo tri enakostranične trikotnike.
Kadar se trikotniki prepletajo, dobimo Brunnovo povezavo. Ta oblika zvezd je znana kot zvezda Goljata oziroma Davidova zvezda ({6/2} in 2{3}).
Ne smemo zamenjevati eneagramov z nonogrami, ki pa so logične uganke.

## Ostale oblike eneagramov
| Končno zvezdenje ikozaedra ima 2-izogonalni eneagramski stranski ploskvi. Je 9/4 poškodovan zvezdni polieder, toda oglišča niso enakomerno narazen. | Pri učenju o osebnem eneagramu in četrti poti se uporablja napravilni eneagram, ki ga sestavljata trikotnik in nepravilni heksagram. | Bahájski simbol |